# Lustra

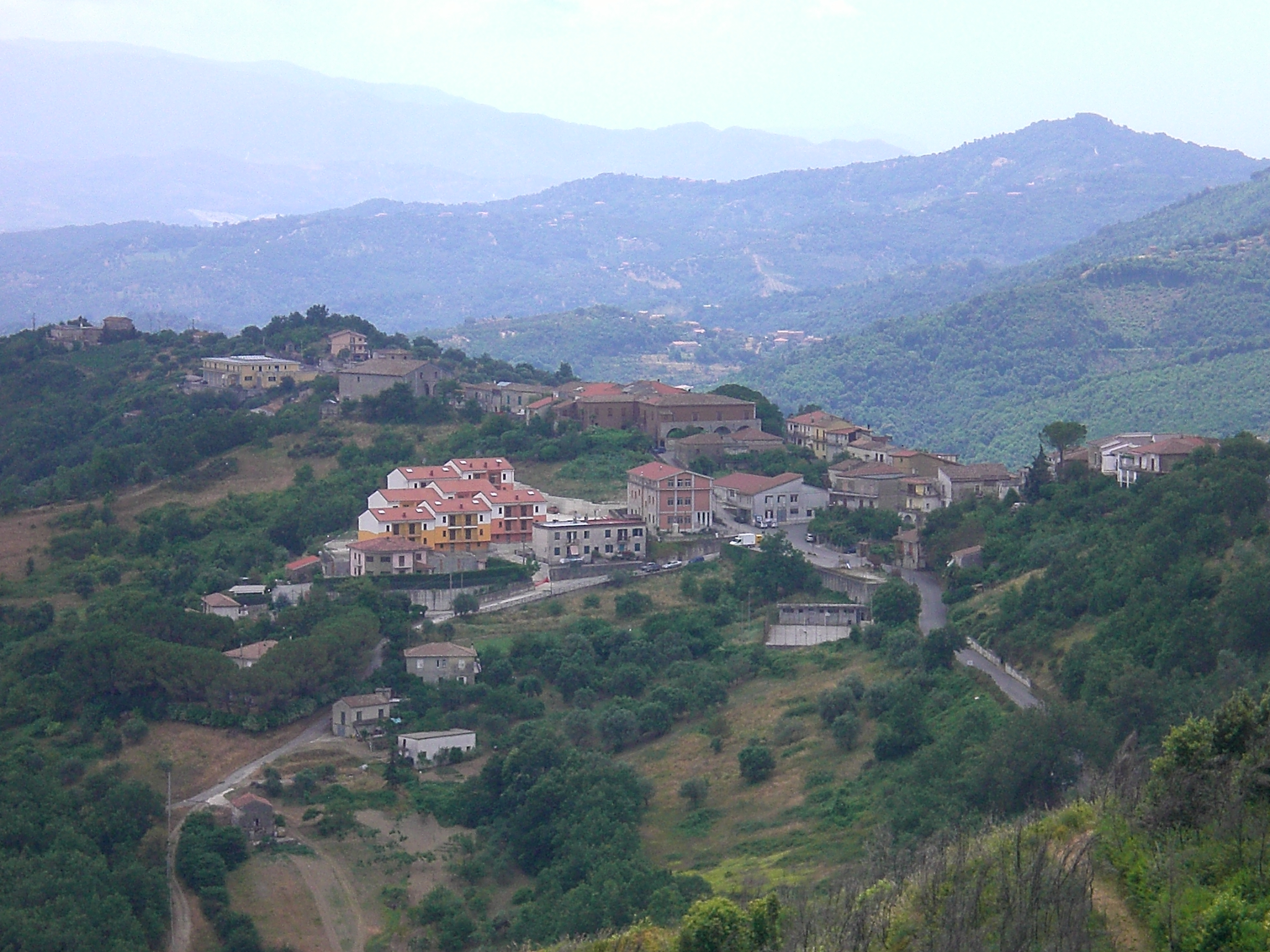
Lustra

Lustra ist eine Gemeinde mit 1007 Einwohnern (Stand 31. Dezember 2023) im Südwesten Italiens in der Provinz Salerno (Region Kampanien).
Der Ort liegt im Westen des Nationalparks Cilento etwa 6 km südlich von Agropoli.

## Geografie
Zur Gemeinde gehören noch fünf weitere Ortschaften: Corticelle, Monacelli, Ponti Rossi, Selva Cilento sowie Rocca Cilento. Die Nachbargemeinden sind Laureana Cilento, Omignano, Perdifumo, Perito, Rutino, Salento, Sessa Cilento und Torchiara.
Lustra liegt am südlichen Hang eines 650 Meter hohen Massivs nordöstlich des Monte Stella, des höchsten Bergs in der näheren Umgebung, und ist Teil des Nationalparks Cilento und Vallo di Diano, sowie der Comunità Montana Alento-Monte Stella.